# James May: The Reassembler
James May: The Reassembler ist eine britische Fernsehsendung, die seit April 2016 auf BBC Four ausgestrahlt wird.
Jede Episode ist ca. 30 Minuten lang und beschäftigt sich mit einem komplexen Gegenstand, der in seine Einzelteile zerlegt wurde. James May setzt diese Komponenten anschließend wieder zusammen und erklärt nebenbei ihre Funktion, ihre Geschichte oder sonstige interessante Fakten, die damit zusammenhängen. Zum Teil werden diese Abschweifungen mit kurzen Clips illustriert, meist liegt der Fokus jedoch allein auf James May und dem Projekt auf seiner Werkbank.

## Episoden

### Übersicht
| Staffel | Staffel               | Episoden | Erstausstrahlung  | Erstausstrahlung |
| Staffel | Staffel               | Episoden | Staffelpremiere   | Staffelfinale    |
| ------- | --------------------- | -------- | ----------------- | ---------------- |
|         | Staffel 1 (2016)      | 3        | 4. April 2016     | 6. April 2016    |
|         | Staffel 2 (2016–2017) | 4        | 28. Dezember 2016 | 18. Januar 2017  |

### Staffel 1
| Nr. (ges.)                                                                            | Nr. (St.) | Deutscher Titel | Originaltitel   | Erstausstrahlung GB |
| ------------------------------------------------------------------------------------- | --------- | --------------- | --------------- | ------------------- |
| 1                                                                                     | 1         | Rasenmäher      | Lawnmower       | 4. Apr. 2016        |
| James baut einen 1959er „Suffolk Colt“-Rasenmäher zusammen.                           |           |                 |                 |                     |
| 2                                                                                     | 2         | Telefon         | Telephone       | 5. Apr. 2016        |
| James baut ein 1957er „Bakelite-Wähltasten-Telefon“ zusammen.                         |           |                 |                 |                     |
| 3                                                                                     | 3         | E-Gitarre       | Electric Guitar | 6. Apr. 2016        |
| James baut eine Tōkai Gakki „Goldstar Sound“ Stratocaster-replica E-Gitarre zusammen. |           |                 |                 |                     |

### Staffel 2
| Nr. (ges.)                                                                   | Nr. (St.) | Deutscher Titel               | Originaltitel                             | Erstausstrahlung GB |
| ---------------------------------------------------------------------------- | --------- | ----------------------------- | ----------------------------------------- | ------------------- |
| 4                                                                            | 1         | Weihnachten: „Hornby“ Zug-Set | The Christmas Reassembler – Toy Train Set | 28. Dez. 2016       |
| James baut einen 1972 Hornby „Flying Scotsman“-Modelleisenbahnsatz zusammen. |           |                               |                                           |                     |
| 5                                                                            | 2         | Mixer                         | Food Mixer                                | 4. Jan. 2017        |
| James baut einen 1960er Kenwood-Mixer zusammen.                              |           |                               |                                           |                     |
| 6                                                                            | 3         | Mini Motorrad                 | Mini Motorcycle                           | 11. Jan. 2017       |
| James baut ein Honda Z50A-Mini-Motorrad zusammen.                            |           |                               |                                           |                     |
| 7                                                                            | 4         | Tragbarer Plattenspieler      | Portable Record Player                    | 18. Jan. 2017       |
| James baut einen 1963er „Dansette Bermuda“ Plattenspieler zusammen.          |           |                               |                                           |                     |